# NGC 5281
NGC 5281 ist die Bezeichnung für einen offenen Sternhaufen im Sternbild Zentaur. NGC 5281 hat einen Durchmesser von 8 Bogenminuten und eine scheinbare Helligkeit von 5,9 mag. Das Objekt wurde im Jahre 1751 von Nicolas Lacaille entdeckt.